# 1406
1406 (MCDVI) a fost un an comun al calendarului iulian, care a început într-o zi de vineri.

## Evenimente
- Se construiește mănăstirea Bistrița (jud. Neamț) sub domnia lui Alexandru cel Bun.

## Nașteri
- dată necunoscută: Fra Filippo Lippi  (d. 1469)
- dată necunoscută: Maffeo Gherardi  (d. 1492)

## Decese
- 25 decembrie: Henric al III-lea al Castiliei, 27 ani (n. 1379)